# مصفوف ضوئي جهدي

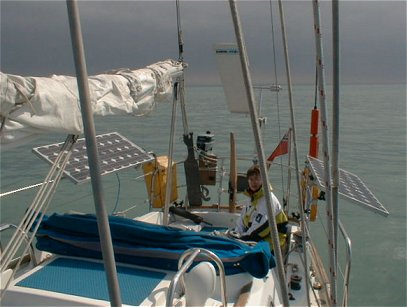
لوح شمسي يكفي لمد الياخت بكهرباء 12 فولط و 9 أمبير في يوم مشمس.

النظام الضوئي الجهدي أو المنظومة الضوئية الجهدية أو نظام الطاقة الشمسية، هو نظام طاقة كهربائية مصمم لتوفير طاقة شمسية قابلة للاستخدام عن طريق الأجهزة الضوئية الجهدية. يتألف من مجموعة من عدة عناصر بينها ألواح شمسية لامتصاص وتحويل ضوء الشمس إلى كهرباء، وعاكس شمسي لتحويل الخرج من تيار مستمر إلى تيار متناوب، بالإضافة إلى أنظمة تثبيت وتوصيلات وملحقات كهربائية أخرى لإقامة نظام يعمل. قد يستخدم أيضًا نظام تتبع شمسي لتحسين الأداء الكلي للنظام وقد يضم بطارية احتياطية مدمجة، إذ يُتوقع انخفاض أسعار أجهزة التخزين. تشمل المصفوفات الشمسية بتعريفها الدقيق مجموعة الألواح الشمسية فقط، أي الجزء المرئي من النظام الضوئي الجهدي، ولا تشمل كل المعدات الأخرى، التي تختصر عادةً باسم ميزان النظام. بما أن الأنظمة الضوئية الجهدية تحول الضوء مباشرةً إلى كهرباء، يجب عدم الخلط بينها وبين الأنظمة الشمسية الأخرى، كمركزات الطاقة الشمسية أو الأنظمة الشمسية الحرارية المستخدمة للتبريد والتسخين.

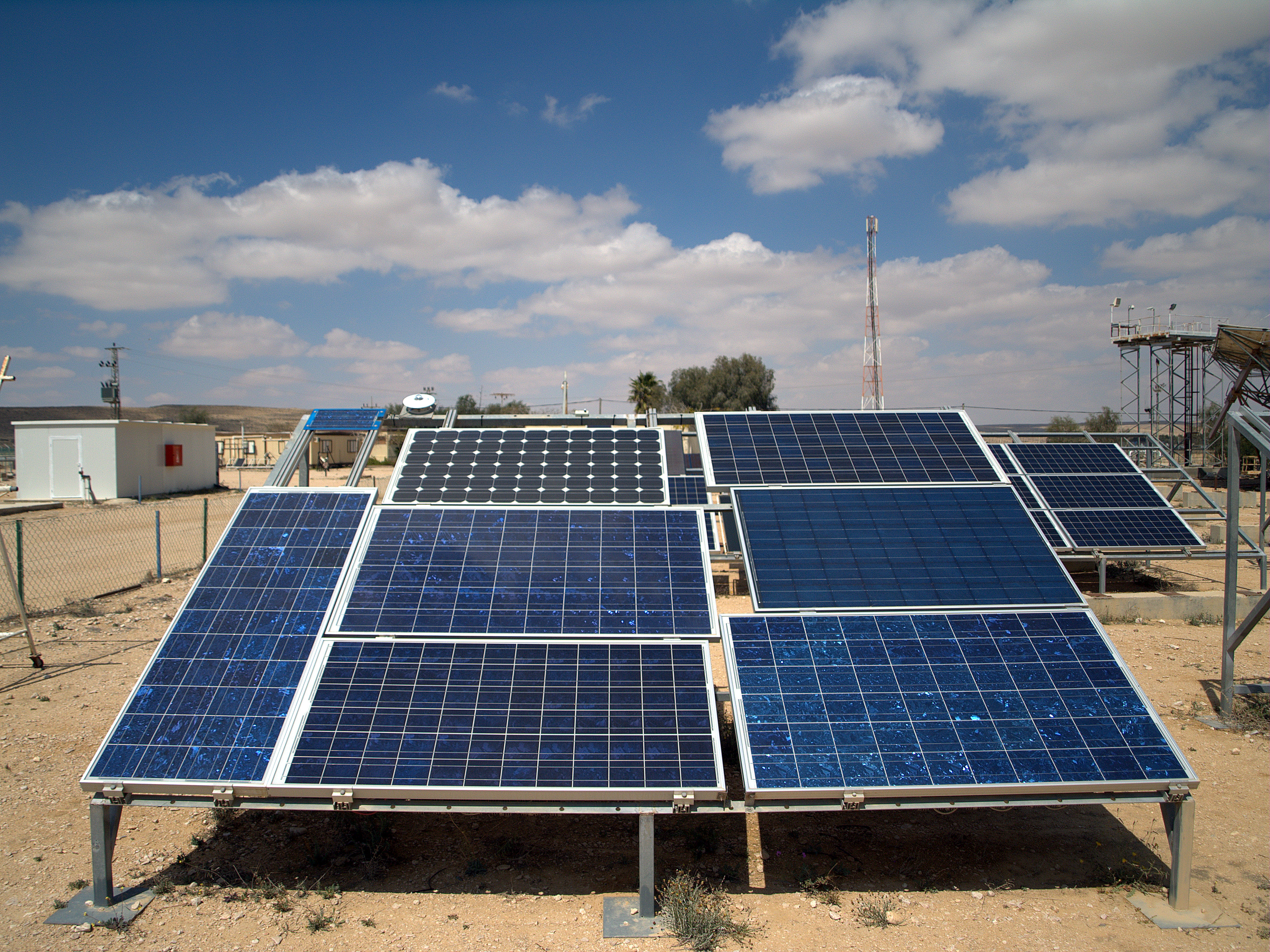
مصفوف ألواح ضوئية جهدية.

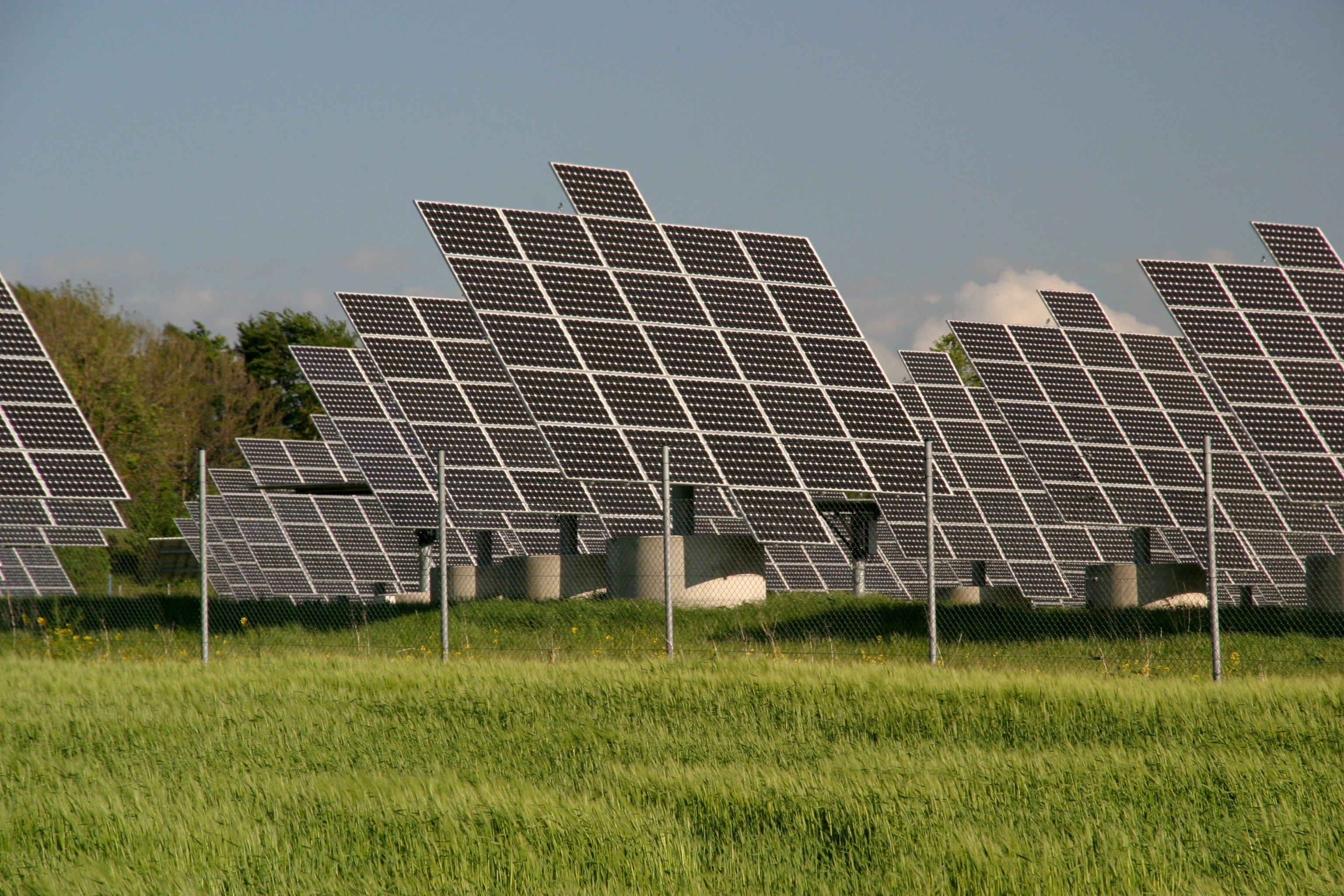
مصفوف ألواح شمسية بفرايبرج ألمانيا.

تتراوح الأنظمة الضوئية الجهدية بين الأنظمة الصغيرة، والأنظمة السطحية والمدمجة مع الأبنية، وتكون لها قدرات تتراوح من بضعة إلى عشرات الكيلوواطات، إلى محطات توليد كهرباء كبيرة لها مئات الميغاواطات. معظم الأنظمة الضوئية الجهدية في هذه الأيام موصولة على الشبكة، في حين تشكل الأنظمة غير المربوطة على الشبكة أو الأنظمة القائمة بذاتها حصةً صغيرةً من السوق.
تطورت الأنظمة الجهدية الضوئية، والتي تعمل بصمت ودون أجزاء متحركة أو انبعاثات بيئية، من كونها تطبيقات أسواق تخصصية إلى تكنولوجيا ناضجة تستخدم لتوليد الكهرباء على نطاق واسع. يستعيد النظام السطحي الطاقة المستهلكة لتصنيعه وتركيبه خلال مدة تتراوح من 0.7 سنة إلى سنتين وينتج نحو 95 بالمئة من الطاقة المتجددة الصافية النظيفة خلال 30 سنة من زمن الخدمة.:30
بسبب نمو استخدام التقنية الضوئية الجهدية؛ انخفضت أسعار الأنظمة الضوئية الجهدية بسرعة شديدة منذ بدء استخدامها. ولكنها تتراوح حسب السوق وحجم النظام. في عام 2014، كانت أسعار الأنظمة السكنية ذات قدرة 5 كيلوواط في الولايات المتحدة بحدود 3.29$ لكل واط، في حين انخفضت الأسعار في السوق الألماني ذي المنافسة الكبيرة للأنظمة السطحية حتى 100 كيلوواط إلى 1.24$ لكل واط. تشكل الوحدات الشمسية الضوئية الجهدية أقل من نصف الكلفة الإجمالية للنظام، ما يترك بقية الكلفة لعناصر ميزان النظام الأخرى وللتكاليف غير المباشرة (التكاليف الناعمة)، التي تشمل استجلاب العملاء، والحصول على التراخيص، والفحص، والربط البيني، وأجور عمال التركيب وأجور التمويل.

## النظام العصري

### نظرة عامة
يحول النظام الضوئي الجهدي إشعاع الشمس -على شكل ضوء- إلى طاقة كهربائية قابلة للاستخدام. يشمل المصفوفة الشمسية وعناصر ميزان النظام. يمكن تصنيف الأنظمة الضوئية الجهدية بحسب عدة طرق تصنيف، كالموصولة على الشبكة في مقابل القائمة بذاتها، أو المدمجة في الأبنية في مقابل الأنظمة الصندوقية، أو الأنظمة السكنية في مقابل الخدمية (للمدن)، أو الأنظمة الموزعة في مقابل المركزية، أو السطحية في مقابل الأرضية، أو ذات التتبع الشمسي في مقابل الأنظمة ثابتة الميل، والأنظمة المبنية حديثًا في مقابل المدخلة كتحديثات على أبنية سابقة. تشمل طرق التمييز الأخرة الأنظمة ذات العاكسات الصغرية في مقابل العاكس المركزي، وأنظمة بلورات السيليكون في مقابل تكنولوجيا الأغشية الرقيقة، والأنظمة ذات الشركات الصانعة الصينية في مقابل الأوروبية أو الأمريكية.
يتصل نحو 99% من أنظمة الطاقة الشمسية الأوروبية ونحو 90% من الأنظمة الأمريكية بالشبكة الكهربائية، في حين تشيع الأنظمة غير المتصلة بالشبكة أكثر إلى حد ما في أستراليا وكوريا الجنوبية. نادرًا ما تستخدم الأنظمة الضوئية الجهدية التخزين في بطاريات. قد يتغير هذا مع تطبيق الحوافز الحكومية لتخزين الطاقة الموزع ومع تدرج الاستثمار في حلول التخزين ليصبح مجديًا اقتصاديًّا للأنظمة الصغيرة. المصفوفة الشمسية السكنية التقليدية تكون صندوقية موضوعة على السطح، بدل أن تكون مدمجة في السطح أو واجهة البناء، الأمر الذي يكلف أكثر بكثير. محطات الطاقة الشمسية الخدمية مركبة على الأرض، بألواح شمسية ثابتة الميل بدل استخدام أنظمة التتبع الباهظة. بلورات السيليكون هي المادة الأكثر استخدامًا في 90% من الوحدات الشمسية في العالم، في حين خسر منافسها الغشاء الرقيق حصته في السوق. تصنع نحو 70% من كل الخلايا والوحدات الشمسية في الصين وتايوان، وفقط 5% منها تصنعها شركات صانعة أمريكية وأوروبية. تنمو السعة المركبة من كل من الأنظمة المركبة على الأسطح ومحطات الطاقة الشمسية الكبيرة بسرعة شديدة وبحصص متساوية، رغم وجود ميل جدير بالملاحظة تجاه أنظمة النطاق الخدمي، مع تحول تركيز التركيبات الجديدة من أوروبا إلى أماكن مشمسة أكثر، كالحزام الشمسي في الولايات المتحدة الأمريكية، حيث هناك معارضة أقل للمزارع الشمسية الأرضية والمستثمرون أكثر تأكيدًا على الكفاءة المالية.
ينخفض سعر التكنولوجيا الضوئية الجهدية باستمرار تبعًا للتقدم في التكنولوجيا وزيادة نطاق التصنيع وتقدمه. هناك عدة ملايين من الأنظمة الضوئية الجهدية موزعة في أرجاء العالم، معظمها في أوروبا، إذ تضم ألمانيا لوحدها 1.4 مليون نظامًا، وكذلك أمريكا الشمالية إذ تضم الولايات المتحدة 440,000 نظامًا. ازدادت فعالية تحويل الطاقة لوحدة شمسية تقليدية من 15 بالمئة إلى 20 بالمئة منذ عام 2004، ويسترجع النظام الضوئي الجهدي الطاقة التي يتطلبها تصنيعه خلال سنتين. في الأماكن المضيئة بشكل خاص، حيث تستخدم تكنولوجيا الأغشية الرقيقة، يتناقص ما يسمى بوقت استرداد الطاقة إلى سنة واحدة أو أقل. قياس استهلاك الطاقة الصافي والحوافز المالية، كالتعرفة حسب التغذية التي تفضل الكهرباء المولدة من الطاقة الشمسية دعمت أيضًا بشكل كبير تركيب الأنظمة الضوئية الجهدية في العديد من البلدان. أصبحت التكلفة المستوية للكهرباء من الأنظمة الضوئية الجهدية واسعة النطاق قادرة على منافسة المصادر التقليدية للكهرباء في لائحة متنامية من المناطق الجغرافية، وتحقق تكافؤ الشبكة في نحو 30 دولة.
اعتبارًا من عام 2015، تقترب سوق التكنولوجيا الضوئية الجهدية سريع النمو من عتبة المئتي غيغاواط، أي نحو 40 ضعف القدرة التي كانت مركبة في عام 2006. تساهم هذه الأنظمة حاليًّا بنحو 1% من توليد الكهرباء حول العالم. أكبر مركبي الأنظمة الضوئية الجهدية من حيث القدرة حاليًّا الصين واليابان والولايات المتحدة، في حين أن نصف القدرة العالمية مركبة في أوروبا، حيث توفر ألمانيا وإيطاليا على التتالي 7% و8% من استهلاكهما المحلي للكهرباء بالطاقة الشمسية المحصلة بالتكنولوجيا الضوئية الجهدية. تتوقع وكالة الطاقة الدولية أن تصبح الطاقة الشمسية أكبر مصادر الطاقة الكهربائية بحلول عام 2050، بمساهمة التكنولوجيا الضوئية الجهدية وأنظمة المركزات الحرارية الشمسية بنسبة 16% و11% من الطلب العالمي على التتالي.

## أنظمة أخرى
يتضمن هذا القسم أنظمة إما عالية التخصص وغير شائعة أو لا تزال تقنية جديدة ناشئة ذات أهمية محدودة. ومع ذلك، فإن نظام الخلايا الكهروضوئية القائم بذاته أو خارج الشبكة (off-grid systems) تأخذ مكانًا خاصًا. كانت أكثر أنواع الأنظمة شيوعًا خلال الثمانينيات والتسعينيات من القرن العشرين، عندما كانت التكنولوجيا الكهروضوئية لا تزال باهظة الثمن وسوقًا متخصصًا خالصًا للتطبيقات الصغيرة. فقط في الأماكن التي لا تتوفر فيها شبكة كهربائية، كانت مجدية اقتصاديًا. على الرغم من استمرار نشر أنظمة جديدة قائمة بذاتها في جميع أنحاء العالم، فإن مساهمتها في السعة الإجمالية للطاقة الكهروضوئية المركبة آخذة في التناقص. في أوروبا، تمثل الأنظمة غير المتصلة بالشبكة 1٪ من السعة المركبة. في الولايات المتحدة، يمثلون حوالي 10%. لا تزال الأنظمة خارج الشبكة شائعة في أستراليا وكوريا الجنوبية، وفي العديد من البلدان النامية. 

### الخلايا الكهروضوئية المركزة

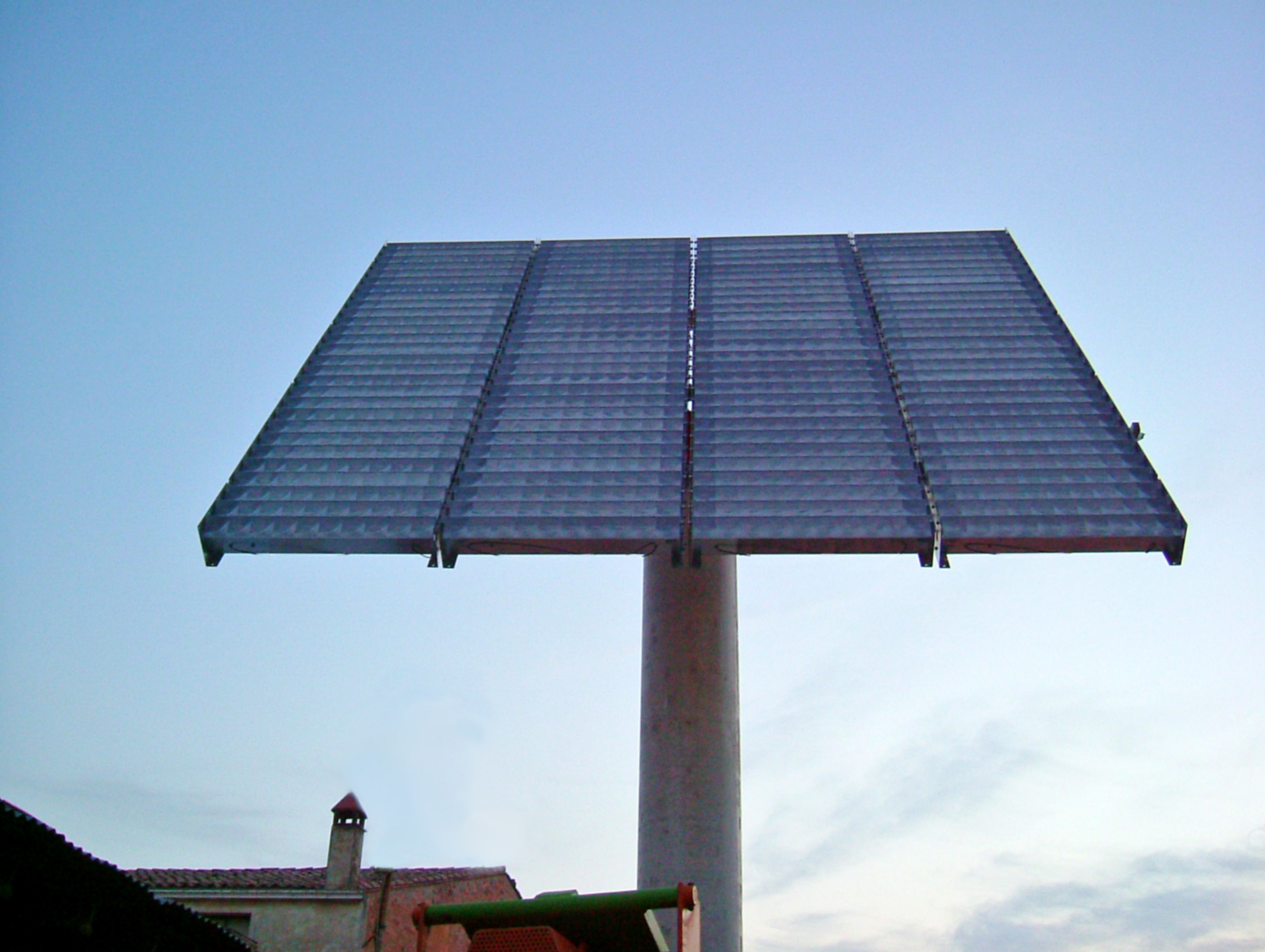
نظام خلايا كهروضوئية مركزة في إسبانيا

تستخدم أنظمة الخلايا الكهروضوئية المركزة (Concentrator photovoltaics) والخلايا الكهروضوئية عالية التركيز (High concentrator photovoltaic) عدسات بصرية أو مرايا منحنية لتركيز ضوء الشمس على خلايا شمسية صغيرة ولكنها عالية الكفاءة. إلى جانب تركيز البصريات، تستخدم أنظمة الخلايا الكهروضوئية المركزة في بعض الأحيان أجهزة تعقب الطاقة الشمسية وأنظمة التبريد وتكون أكثر تكلفة.
تعتبر أنظمة الخلايا الكهروضوئية عالية التركيز هي الأنسب بشكل خاص في المواقع ذات الإشعاع الشمسي العالي، حيث تركز ضوء الشمس حتى 400 مرة أو أكثر، بكفاءة تتراوح بين 24% و 28%، وتتجاوز تلك الأنظمة العادية. تتوفر تصميمات مختلفة للأنظمة تجاريًا ولكنها ليست شائعة جدًا. ومع ذلك، يجري البحث المستمر والتطوير. 

### النظام الهجين
يجمع النظام الهجين (Hybrid system) بين الكهروضوئية وأشكال التوليد الأخرى، وعادةً ما يكون مولد الديزل، كما يُستخدَم الغاز الحيوي. قد يكون الشكل الآخر للتوليد نوعًا قادرًا على تعديل إنتاج الطاقة كوظيفة للطلب. ومع ذلك، يمكن استخدام أكثر من شكل من أشكال الطاقة المتجددة مثل الرياح. يعمل توليد الطاقة الكهروضوئية على تقليل استهلاك الوقود غير المتجدد. غالبًا ما توجد الأنظمة الهجينة في الجُزُر، تعد جزيرة بيلورم في ألمانيا وجزيرة كيثنوس في اليونان أمثلة بارزة (كلاهما مقترن بالرياح). قلل مصنع كيثنوس من استهلاك الديزل بنسبة 11.2٪. 
في عام 2015، خلصت دراسة الحالة أُجريت في سبعة بلدان إلى أنه في جميع الحالات يمكن تقليل تكاليف التوليد عن طريق تهجين الشبكات الصغيرة والشبكات المعزولة. ومع ذلك، فإن تكاليف التمويل لهذه الأنظمة الهجينة أمر بالغ الأهمية ويعتمد إلى حد كبير على هيكل محطة توليد الطاقة. في حين أن تخفيضات تكلفة المرافق المملوكة للدولة يمكن أن تكون كبيرة، فقد حددت الدراسة أيضًا الفوائد الاقتصادية على أنها غير مهمة أو حتى سلبية للمرافق غير العامة، مثل منتجي الطاقة المستقلين. 